# Mirage (Lavier)
Pour les articles homonymes, voir Mirage (homonymie).
Mirage  est une œuvre de l'artiste français Bertrand Lavier. Il s'agit d'une installation représentant des palmiers, ordinairement couchés, qui se soulèvent aléatoirement une fois par heure et sont alors brièvement visibles depuis la rue. Elle a été installée en 2006 par l'entreprise Fadilec Automation dans le cadre de la création de la ligne 3 du tramway d'Île-de-France, actuelle ligne 3a, et a été retirée par la suite.

## Description
L'œuvre consiste en sept sculptures représentant des palmiers. Le tronc de chaque palmier est en acier peint en brun ; chacune de ses huit palmes  est en résine époxy peinte en vert. Les palmiers mesurent entre 6 et 8 m de haut.
Les palmiers sont installés allongés le long du sol. Toutefois, un dispositif automatique les passe en position verticale une fois par heure. Le moment exact est aléatoire.

## Localisation

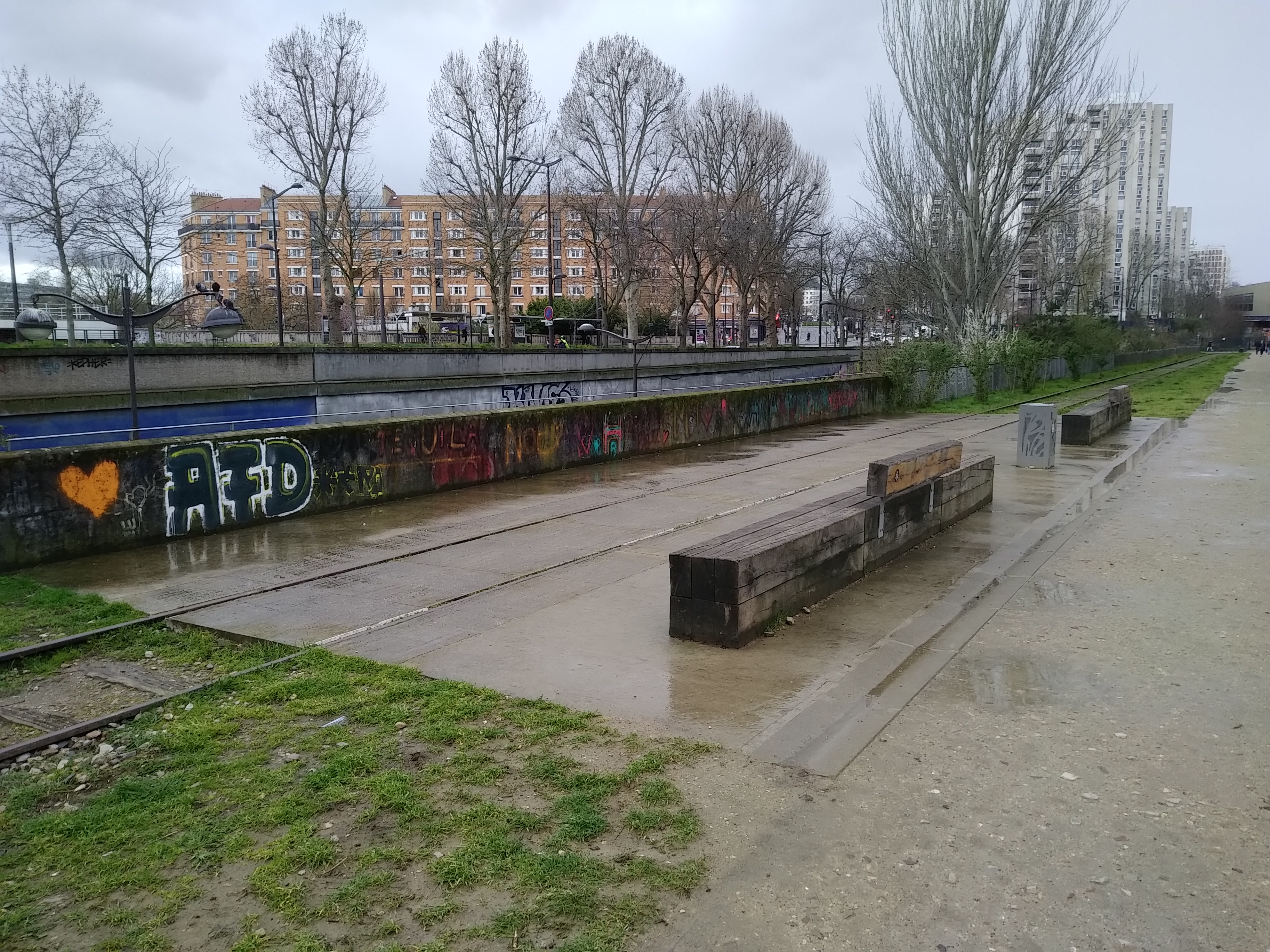
Emplacement de l'œuvre après son démontage

L'œuvre était installée sur le pont de l'ancienne ligne de Petite Ceinture qui surplombe la rue des Peupliers au niveau de la poterne des Peupliers. L'installation de l'œuvre a nécessité le déblaiement et l'aplanissement de l'une des voies de l'ancien chemin de fer afin d'installer une dalle de béton d'environ 200 m2 soutenant le dispositif.
L'œuvre n'était pas accessible directement, étant située dans une zone interdite au public et protégée par une clôture. Lorsque les palmiers étaient couchés, ils n'étaient pas visibles de l'extérieur. Lorsqu'ils étaient relevés, il était possible de les apercevoir depuis le boulevard Masséna et le tramway des Maréchaux Sud, ainsi que depuis la rue des Peupliers.
L'œuvre a été démontée lors de l'aménagement de cette partie de la ligne de Petite Ceinture en parc en 2016. Il n'en reste que la dalle de béton, désormais accessible à l'intérieur du jardin de la Poterne-des-Peupliers.

## Commande
L'œuvre fait partie des neuf œuvres d'art contemporain réalisées dans le cadre de la commande publique sur le parcours du tramway des Maréchaux Sud, en 2006.